# Pedro Azogue
Pedro Jesús Azogue Rojas (Santa Cruz de la Sierra, Bolivia; 6 de diciembre de 1994) es un futbolista boliviano. Juega como centrocampista y su actual equipo es Nacional Potosí de la Primera División de Bolivia.

## Trayectoria
Hijo de familia humilde, se formó desde los siete años en la Academia Tahuichi, reconocida por ser formadora de algunos grandes jugadores que pasaron por la selección boliviana como Marco Etcheverry, Erwin Sánchez y Luis Cristaldo. El paso por la Academia le dejó gran experiencia y sobre todo bagaje internacional gracias a giras realizadas en Paraguay, Argentina, Brasil, Perú, Ecuador, Panamá, Colombia y Suiza, además que pasó a formar parte de las selecciones nacionales sub-15, sub-16 y sub-17.
En enero de 2012 fue contratado por Oriente Petrolero, club del cual se declara hincha y en el cual jugó junto a su ídolo Ronald García, pero por falta de tiempo no pudo ser habilitado para el torneo del primer semestre.
Su debut con el club se produjo el 30 de junio de 2012 bajo la dirección de Erwin Platini Sánchez en el clásico cruceño frente a Blooming en partido disputado por la Copa Cine Center 2012 terminando el marcador 0-0. Unos días después, el 26 de julio de 2012 debutó oficialmente con los verdolagas enfrentando en tierras paraguayas al Club Guaraní en Copa Sudamericana, en partido que terminó 0-1 a favor de los bolivianos.
Su buen desempeño en el campo de juego le valió la convocatoria a la selección absoluta dirigida en ese entonces por Xavier Azkargorta para el partido clasificatorio a la Copa Mundial de Fútbol de 2014, debutando en Quito a sus 17 años de edad el 7 de septiembre de 2012 frente a la selección de Ecuador con resultado 1-0 a favor de los locales.

## Selección nacional
A menos de un año de haber sido contratado por el Oriente Petrolero fue llamado por Azkargorta a la selección absoluta para el partido que debían afrontar contra la selección de Ecuador de la séptima fecha de la clasificación sudamericana al Mundial de Brasil 2014. Azogue arrancó de titular y se mantuvo en cancha durante los noventa minutos. El partido finalizó 1-0 con un tanto de penal convertido por Felipe Caicedo para los locales.
Su aparición durante el resto del proceso clasificatorio fue más bien esporádica, jugando frente a las selecciones de Uruguay, Paraguay y Ecuador nuevamente, además de un amistoso frente a Venezuela.

### Sudamericano sub-20 -  Argentina 2013
Para más detalles buscar: Sudamericano Sub 20 de 2013
Fue titular con la selección sub-20 durante toda la primera fase en la que el conjunto boliviano únicamente consiguió un punto merced a un empate 2-2 frente al anfitrión Argentina.
El 11 de enero de 2013 saltó de titular en la derrota 2-0 frente a Chile y se mantuvo en cancha los 90 minutos. Dos días más tarde arrancó desde el inicio en el empate 2-2 frente a Argentina al igual que el 15 de enero en donde se llevarían una goleada 6-0 frente al combinado colombiano. Finalmente el 17 de enero cerraría su participación con la derrota 5-1 enfrentando a la selección paraguaya.

## Clubes
| Club              | País    | Año               |
| ----------------- | ------- | ----------------- |
| Oriente Petrolero | Bolivia | 2012 - 2017       |
| Bolívar           | Bolivia | 2017 - 2020       |
| Palmaflor         | Bolivia | 2021              |
| Royal Pari        | Bolivia | 2022              |
| Real Tomayapo     | Bolivia | 2023              |
| Nacional Potosí   | Bolivia | 2024 - Actualidad |

## Palmarés

### Campeonatos nacionales
| Título           | Club    | País    | Edición       |
| ---------------- | ------- | ------- | ------------- |
| Primera División | Bolívar | Bolivia | Clausura 2017 |
| Primera División | Bolívar | Bolivia | Apertura 2019 |